# Limnaecia iriastis
Limnaecia iriastis là một loài bướm đêm thuộc họ Cosmopterigidae. Nó được tìm thấy ở Úc.